# Йон, Рихард Эдуард
Рихард Эдуард Йон (нем. Richard Eduard John; 17 июля 1827, Мариенвердер, — 7 августа 1889, Гёттинген) — немецкий учёный специалист в области уголовного и уголовно-процессуального права.

## Биография
Профессор в Кёнигсберге, Киле и Гёттингене, в 1862—1867 член прусской палаты депутатов, где принадлежал сначала к прогрессивной, затем к национал-либеральной партии. В 1870—1875 член ганзейского верховного апелляционного суда в Любеке.
Его «Entwurf nebst Motiven zu einem Strafgesetzbuch für den Norddeutschen Bund» (Берлин, 1868) имели важнейшее значение при составлении уголовного уложения Северо-Германского союза.
Главные труды Йона: «Das Strafrecht in Norddeutschland» (Б., 1870); «Ueber Landzwang und widerrechtliche Drohungen» (Гетт., 1852); «Das Strafrecht in Norddeutschland seit den Rechtsbüchern» (т. I, Лейпциг, 1858); «Kritik des preuss, Gesetzentwurfs über die Verantwortlichkeit der Minister» (Лейпциг, 1863); «Ueber die Todesstrafe» (Лейпциг, 1867). Его комментарий к германскому уставу уголовного судопроизводства (т. I—III, Эрланген) продолжил Лилиенталь.